# Kunguriense
| Era Eratema | Periodo Sistema | Época Serie                | Edad Piso                      | Inicio, en millones de años |
| ----------- | --------------- | -------------------------- | ------------------------------ | --------------------------- |
| Paleozoico  | Pérmico         | Lopingiense Lopingiano     | Changhsingiense Changhsingiano | 254,2±0,1                   |
| Paleozoico  | Pérmico         | Lopingiense Lopingiano     | Wuchiapingiense Wuchiapingiano | 259,51±0,21                 |
| Paleozoico  | Pérmico         | Guadalupiense Guadalupiano | Capitaniense Capitaniano       | 264,28±0,16                 |
| Paleozoico  | Pérmico         | Guadalupiense Guadalupiano | Wordiense Wordiano             | 266,9±0,4                   |
| Paleozoico  | Pérmico         | Guadalupiense Guadalupiano | Roadiense Roadiano             | 274,4±0,4                   |
| Paleozoico  | Pérmico         | Cisuraliense Cisuraliano   | Kunguriense Kunguriano         | 283,3±0,4                   |
| Paleozoico  | Pérmico         | Cisuraliense Cisuraliano   | Artinskiense Artinskiano       | 290,1±0,1                   |
| Paleozoico  | Pérmico         | Cisuraliense Cisuraliano   | Sakmariense Sakmariano         | 293,52±0,17                 |
| Paleozoico  | Pérmico         | Cisuraliense Cisuraliano   | Asseliense Asseliano           | 298,9±0,2                   |
| Paleozoico  | Carbonífero     | Carbonífero                | Carbonífero                    | 358,86±0,19                 |
| Paleozoico  | Devónico        | Devónico                   | Devónico                       | 419,62±1,36                 |
| Paleozoico  | Silúrico        | Silúrico                   | Silúrico                       | 443,1±0,9                   |
| Paleozoico  | Ordovícico      | Ordovícico                 | Ordovícico                     | 486,8 ±1,5                  |
| Paleozoico  | Cámbrico        | Cámbrico                   | Cámbrico                       | 538,8±0,6                   |

El Kunguriense o Kunguriano es el cuarto y último piso y edad del Cisuraliense en la escala temporal geológica. Sucede al Artinskiense y precede al Roadiense (prmer piso de  Guadalupiense). Se inició hace unos 283,3 millones de años y terminó hace unos 274,4 millones de años.
El Kunguriense se introdujo en la literatura científica por el geólogo ruso Alexandr Stukenberg en 1890. El nombre procede de la ciudad de Kungur, en el krai de Perm (Rusia).

## Sección estratotipo y punto de límite global (GSSP)
La sección estratotipo y punto de límite global (GSSP) para la base del Kunguriense está pendiente de definir por la Comisión Internacional de Estratigrafía. Se caracteriza, provisionalmente, por la primera aparición del conodonto Neostreptognathodus pnevi.
El techo del Kunguriense se define por el GSSP de la base del Roadiense, que se caracteriza por la primera aparición del conodonto Jinogondolella aserrata. 

## Bioestratigrafía
El Kunguriense se divide en tres biozonas de conodontos (de más moderna a más antigua):
- Zona de Neostreptognathodus sulcoplicatus
- Zona de Neostreptognathodus prayi
- Zona de Neostreptognathodus pnevi